# آدرین آردو
آدرین آردو (فرانسوی: Adrien Hardy‎؛ زادهٔ ۳۰ ژوئیه ۱۹۷۸) قایقران روئینگ اهل فرانسه است.
وی همچنین برندهٔ جوایزی همچون لژیون دونور (شوالیه) شده‌است.
وی در مسابقات کشوری و بین‌المللی در مجموع برندهٔ ۴ مدال طلا، ۲ مدال نقره، ۱ مدال برنز شده‌است.